# Maximos IV. Saïgh
Maximos IV. Saïgh (10. dubna 1878 Aleppo – 5. listopadu 1967 Bejrút) byl syrský kardinál, řeckokatolický melchitský patriarcha antiochijský.

## Život
Narodil se 10. dubna 1878 v Aleppu. Byl synem Rizkallah Saigh a Catherine Turkmani. Základní vzdělání získal na františkánské škole v Aleppu a poté nastoupil do semináře svaté Anny v Jeruzalémě, kde ukončil své středoškolské studium (1893–1903). Dne 28. července 1905 vstoupil do Misijní společnosti Svatého Pavla, kde získal jméno Joseph a 17. září téhož roku byl vysvěcen na kněze Demitriem I. Kadim a spolusvětiteli Ignatiem Homsim a Flavienem Khourym. Byl profesorem v semináři svaté Anny v Jeruzalémě (1905–1908) a roku 1908 byl zvolen pomocníkem v Synodu řecko-melkitské církve v Ain-Traz v Libanonu. Roku 1912 byl jmenován generálním superiorem své kongregace. Tuto funkci vykonával do 30. srpna 1919, kdy byl Benediktem XV. jmenován arcibiskupem tyrským v Libanonu. O 14 let později 30. srpna byl ustanoven arcibiskupem Beirut–Gibailu. Dne 30. října 1947 byl zvolen patriarchou antiochijským a stejného den se stal titulárním patriarchou alexandrijským a jeruzalémským. Jako patriarcha se stal obnovitelem a prvním velmistrem Patriarchálního řádu svatého Kříže Jeruzalémského. Byl řádovým prelátem a nositelem duchovního velkokříže Vojenského a špitálního řádu sv. Lazara Jeruzalémského. Kardinálem byl jmenován Pavlem VI. dne 22. února 1965. Zemřel 5. listopadu 1967 v Bejrútu.